# Castelbottaccio
Castelbottaccio község (comune) Olaszország Molise régiójában, Campobasso megyében.

## Fekvése
A megye központi részén fekszik. Határai: Civitacampomarano, Lucito, Lupara és Morrone del Sannio.

## Története
Egyes vélemények szerint az Itália partjai mentén portyázó szaracénok alapították valamikor a 9-11. században. A normannok uralkodása idején a Molisei Grófság része lett. A 19. században nyerte el önállóságát, amikor a Nápolyi Királyságban felszámolták a feudalizmust.

## Népessége
A népesség számának alakulása:

## Főbb látnivalói
- Palazzo Baronale dei Cardone
- Santa Maria delle Grazie-templom
- Santa Giusta-templom
- San Rocco-templom
- San Oto-kápolna